# Couvreur
Pour les articles homonymes, voir Couvreur (homonymie).

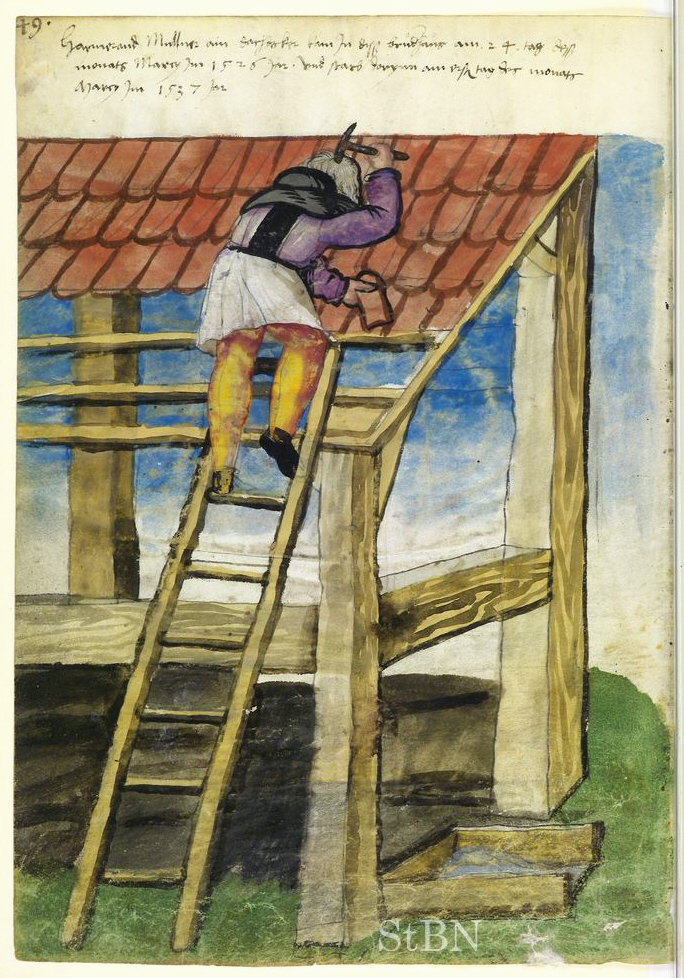
Haymerand Mullner. Couvreur. 1537

Un couvreur ou toiturier (Belgique) est un professionnel du bâtiment qui pose sur les toits un revêtement étanche constituant la couverture, qui l'entretient et la répare. Il travaille des matériaux divers tels que : les tuiles, l'ardoise, le zinc, les tôles, le bitume, le chaume, les bardeaux, le bois (liteau, volige), etc. Il peut poser également le support de la couverture et divers ouvrages accessoires destinés à la protection climatique du bâtiment (isolation thermique, sous-toiture) et autres.

## Le couvreur de toitures en pente
Ce type de couvreur réalise toutes les opérations relatives à la pose, à l’entretien ou à la réfection des revêtements, plus particulièrement en tuiles ou ardoises de toitures en pente et de façades. Avant de mettre en place la couverture proprement dite, il procède à l’isolation du toit, met en place la sous-toiture et le lattis ou lattage (ensemble des lattes qui soutiennent les tuiles) en tenant compte de la possibilité d’installer des fenêtres de toit, des panneaux solaires et des systèmes de ventilation, des antennes diverses. Une fois la couverture achevée, il se charge des travaux de finition relatifs aux bords des toits, au faîtage et aux divers systèmes d’évacuation des eaux pluviales.

### Tâches relatives à la fonction
- Interprétation des plans ;

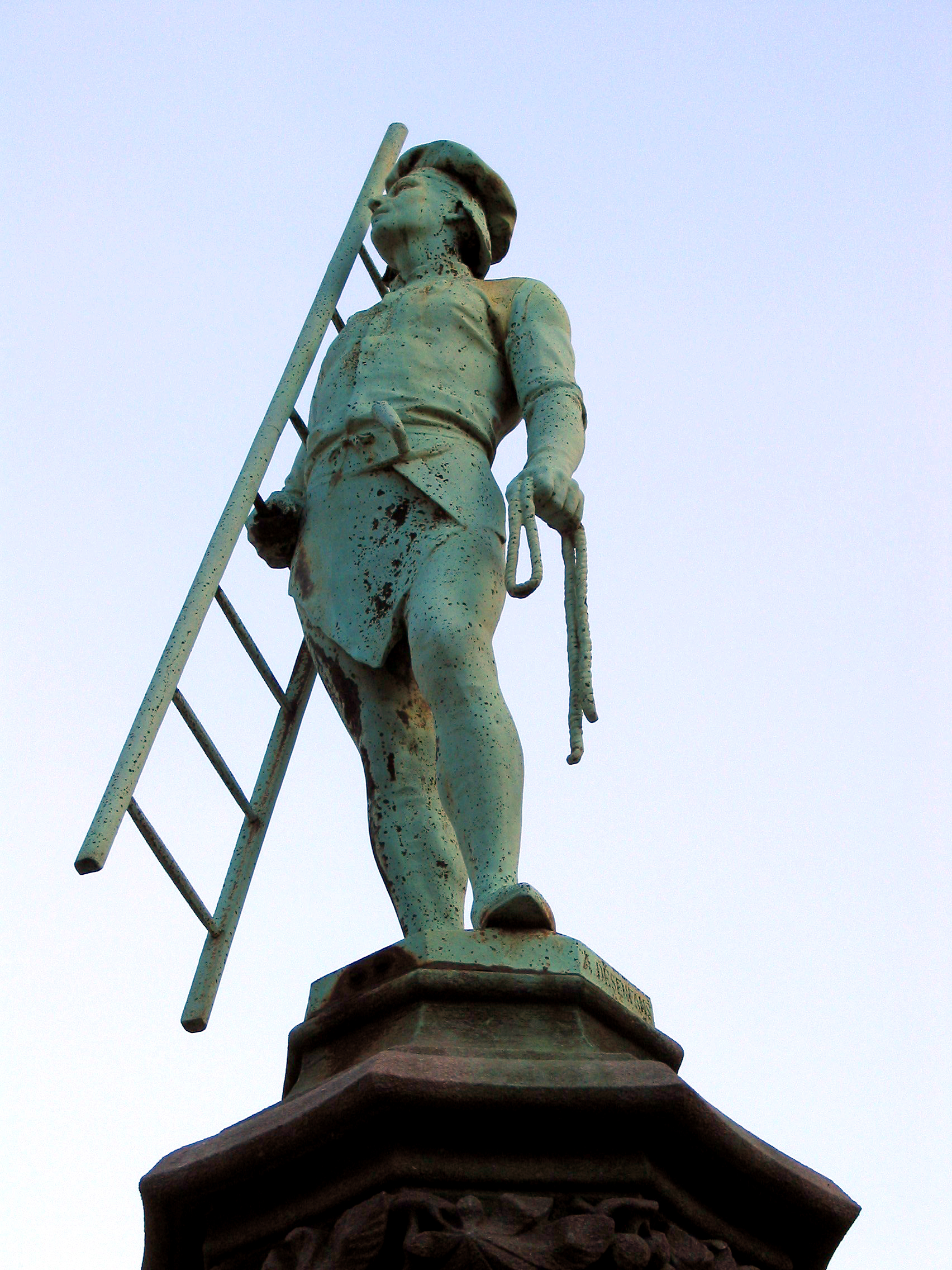
Le couvreur d'Albert Desenfans.

- Rend étanche à l'eau et à l'air un bâtiment par pose d'éléments superposés ou assemblés ;
- Gère, manage une équipe ;
- Gère les délais impartis pour finir le chantier dans les temps ;
- En rénovation, il vérifie les supports (charpente) avant de rénover la toiture ;
- Pose, du pare-vapeur, des matériaux d’isolation, de l'écran de sous toiture ;
- Procède à l'alignement et au tracé de la toiture ;
- Préparation du support de couverture (lattage, voligeage, tasseaux, etc.) ;
- Pose le matériau de couverture (exemple : tuile, ardoise, zinc, cuivre, bac acier, chaume, etc.)
- Pose les ornements de toiture (exemple : épi, galerie de faîtage, girouette,tuiles décorative, etc.) ;
- Assure la finition du faîtage (ancrage des faîtières, arêtiers, tuiles de rives, accessoires de toitures en général) ;
- Raccorde la couverture aux fenêtres de toit, lucarnes, cheminées et autres sorties de toiture (zinguerie) ;
- (autrefois il confectionnait et) pose les gouttières et les systèmes d’évacuation d’eau pluviale ;
- Répare et rénove les toitures ;
- Monte et démonte les équipements de sécurité ;
- Monte et démonte les échafaudages et les systèmes de sécurité ;

### Conditions générales d'exercice de la profession
Cette profession s'exerce en plein air, sur des chantiers de construction ou de rénovation. L'activité est généralement organisée en petites équipes. L'exercice de ce métier implique de respecter scrupuleusement les règles de sécurité, les règles techniques et d'entretenir de bonnes relations avec les autres professionnels de la construction.

### Saint patron des couvreurs

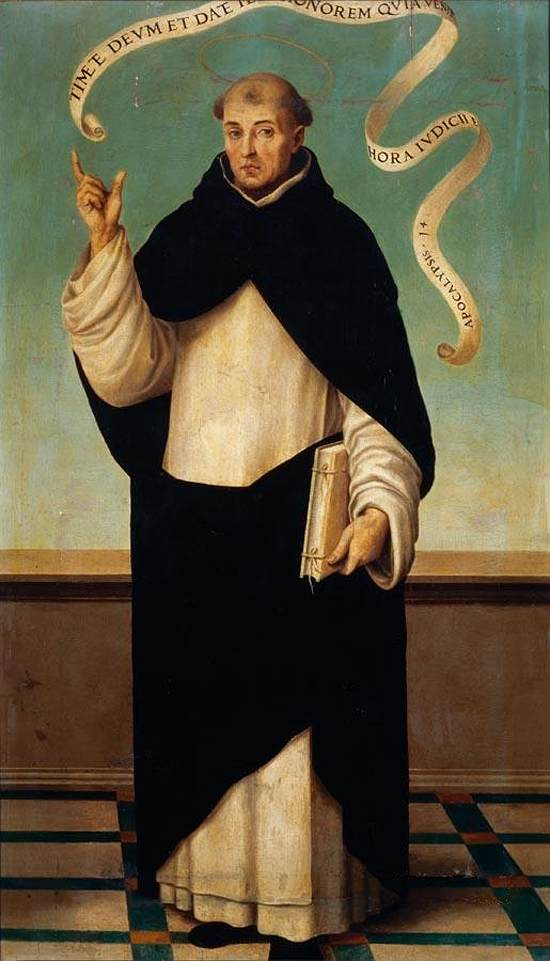
Saint Vincent Ferrier

## Galerie

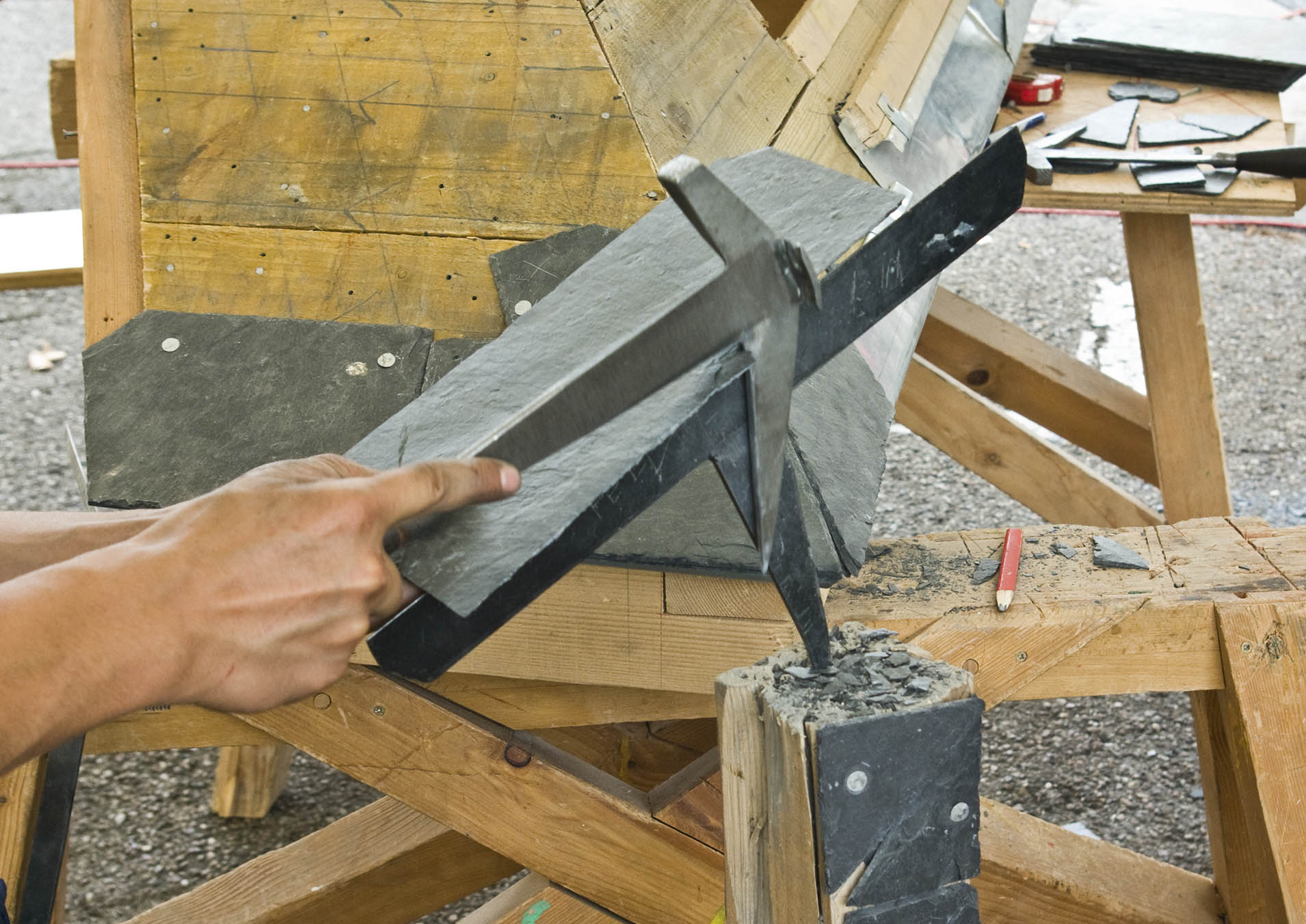
L'emblème compagnonnique du couvreur : enclume
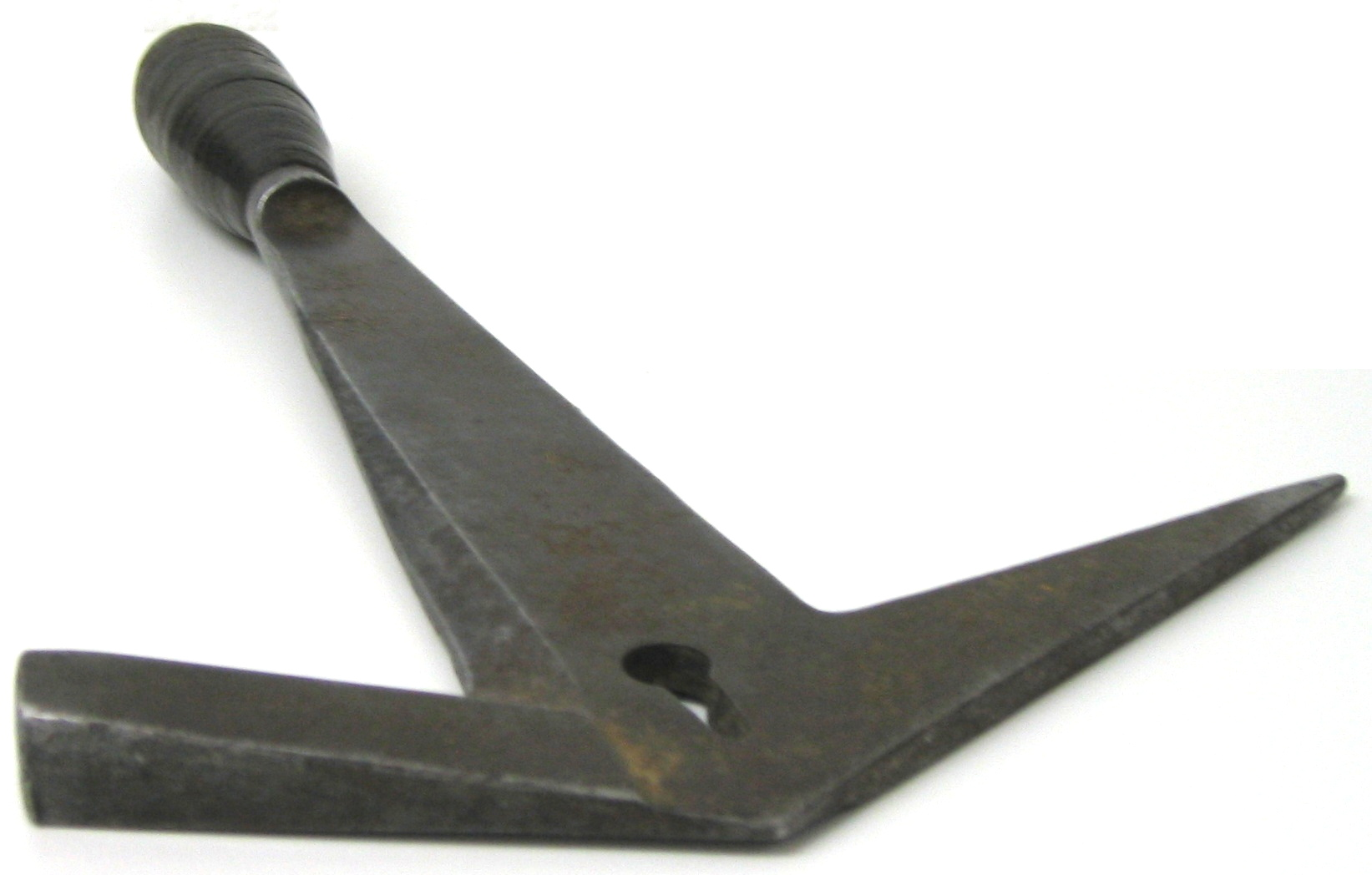
... et marteau à tête carrée et à panne pointue
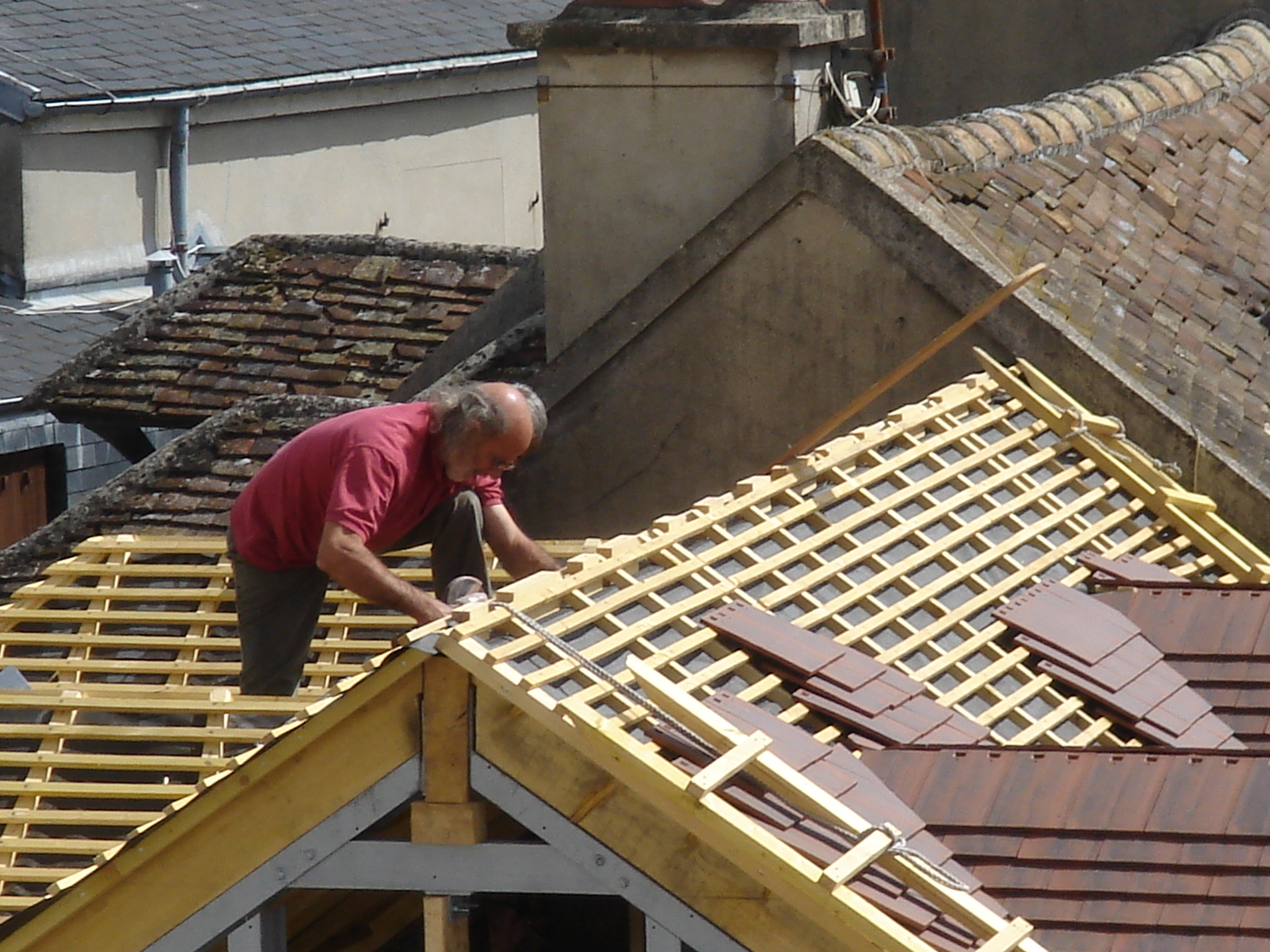
Couvreurs au travail
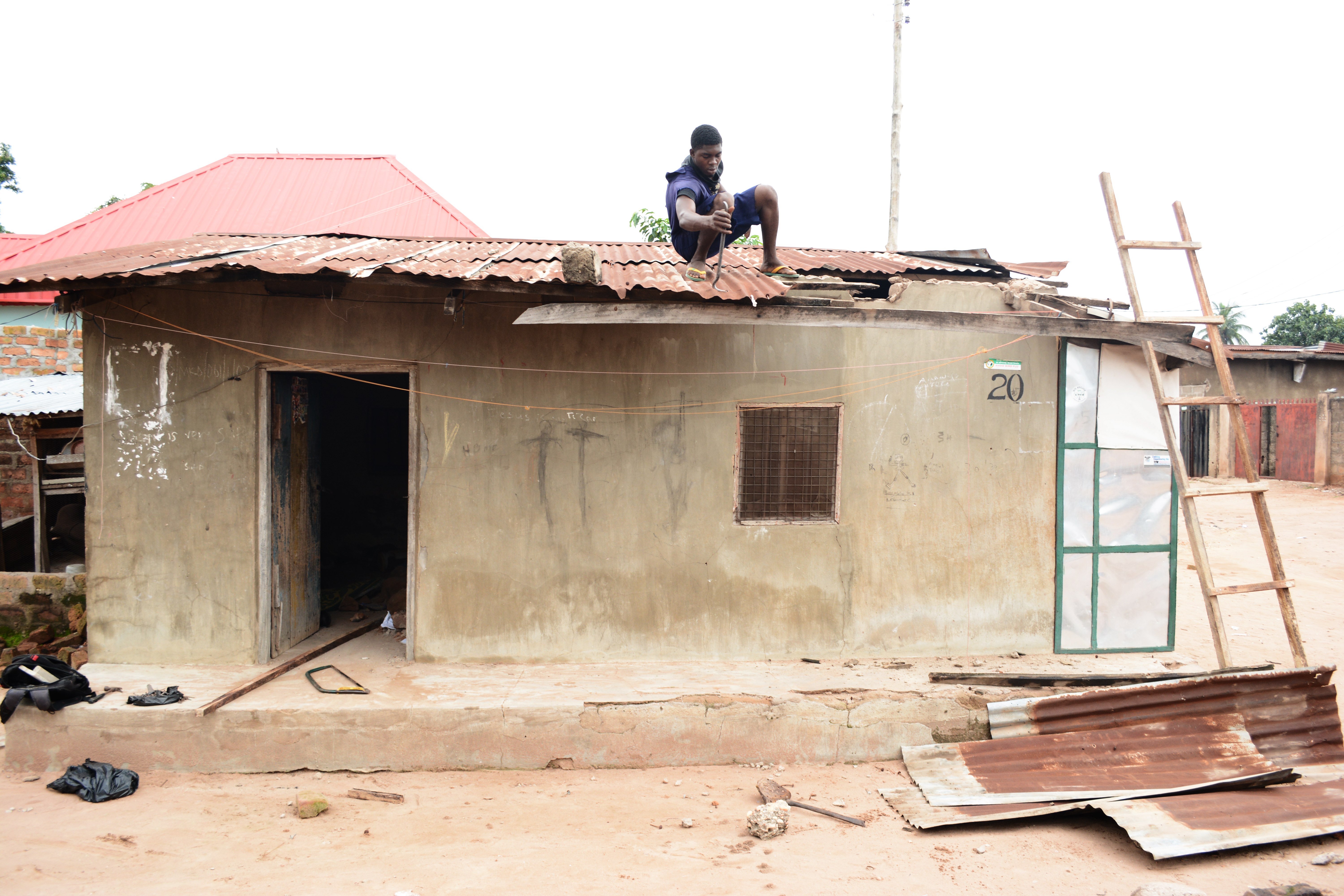
Couvreur au Nigeria